# ألانا بلانتشارد
ألانا رين بلانتشارد (بالإنجليزية: Alana Rene Blanchard) وهي متركمجة وعارضة بيكني أمريكية ولدت في يوم 5 مارس 1990 في جزيرة كاواي في هاواي في الولايات المتحدة وقد فازت بعدة بطولات وصممت عدة أزياء للسباحة وسبحت في مناطق خطرة منها مناطق هجمات القرش وهوجمت بسمكة قرش في سنة 2003 كادت أن تكلفها ذراعها. في سنة 2011 قامت الممثلة لورين نيكلسون بأداء دورها في فلم ركمجة روح.

## روابط خارجية
- ألانا بلانتشارد على موقع IMDb (الإنجليزية)
- ألانا بلانتشارد على موقع كينوبويسك (الروسية)
- ألانا بلانتشارد على موقع الرابطة العالمية لركوب الأمواج (الإنجليزية)
- ألانا بلانتشارد على موقع EncyclopediaOfSurfing.com (الإنجليزية)